# Стрешнев, Тихон Никитич
Ти́хон Ники́тич Стрешнев (1644 — 15 января 1719) — русский государственный деятель из рода Стрешневых, боярин, доверенное лицо Петра I, первый московский губернатор и последний руководитель, с 1689 года, Разрядного приказа.

## Биография
Сын боярина Никиты Константиновича Стрешнева, в 1666 году пожалован в стряпчие, в 1670 году женился. В чине думного дворянина был приставлен (вместе со своим внучатым дядей, боярином Р. М. Стрешневым) дядькой к царевичу Петру Алексеевичу, вскоре после его рождения. При венчании на царство Иоанна и Петра Алексеевичей в 1682 году вёл царевича Петра за руку, а на другой день, 27 мая, был пожалован в окольничие.
В качестве дядьки Петра он заведовал покупкой и починкой игрушек, заказывал одежду и распоряжался, в какие дни и что именно из одежды подавать в царские хоромы. Принимая живое участие в домашней жизни юного царя, в его ученье и забавах, он держался в стороне от политической деятельности. В 1688 году пожалован в бояре. Если верить свидетельству Б. И. Куракина, выбор Евдокии Лопухиной в жёны царя был сделан по совету Стрешнева, и царь будто бы впоследствии не мог ему этого простить. По крайней мере, известно, что именно Стрешнева царица Евдокия просила заступиться за неё после разрыва с мужем.
С воцарением Петра I, с 1689 года он возглавил Разрядный приказ. 10 марта 1697 года Пётр I, отправляясь в составе Великого посольства в заграничное путешествие, вверил ему, вместе с князем Ромодановским, управление страной. В этом же году в ведение Т. Н. Стрешнева перешёл Приказ Большого дворца. Во время городского пожара 1698 года он был в числе тех, кто эвакуировал святыни из Успенского собора Кремля. В 1699 году Т. Н. Стрешнев активно участвовал в розыске и казнях стрельцов-бунтовщиков.

Пётр часто называл Стрешнева «святым отцом» (Min Her Heilige Vader) не только во время разговора, но и в обширной их переписке. Собственноручно обрезая бороды боярам, царь пощадил Стрешнева за его «испытанную преданность». Секретарь немецкого посольства Корб, находившийся в Москве в 1698—99 годах, свидетельствовал:
Стрешнев служит образцом ненарушимой верности, и слава его в этом отношении столь велика, что часто при публичных пиршествах, во время торжественных заздравных чаш, под именем Стрешнева разумеют всех верных царю: именем Тихона Никитича ознаменовывается память вернейших министров.
В 1709 году при разделении Русского царства на губернии Стрешнев был назначен московским губернатором, в 1711 году при учреждении Правительствующего сената — сенатором. В 1715 году на потешной свадьбе Никиты Зотова он был одет католическим архиепископом и, вместе с Салтыковым и Батуриным находясь в оркестре, играл на большом роге. В 1718 году участвовал в суде над царевичем Алексеем и был одним из тех, кто подписал его смертный приговор.
Умер он в Санкт-Петербурге в 1719 году и похоронен в Невском монастыре в присутствии царя, который не только посетил отпевание, но и шёл в трауре за гробом до самого монастыря. Могила его утрачена.

## Семья
Боярин Стрешнев пережил обоих детей от брака с Екатериной Богдановной Бегичевой (ум. 1698) — сына Ивана (ум. 1717), полковника, и Елену (ум. 1706), которая была выдана замуж за младшего брата князя Б. И. Куракина. В 1699 году женился повторно на вдовой княгине Анне Юрьевне Долгорукой (ум. 1718), дочери боярина Ю. Н. Барятинского, но детей в этом браке не прижил. Его наследницей была объявлена внучка, Софья Ивановна Стрешнева, а после её кончины в 1739 году — муж, адмирал Б. В. Голицын, которому наследовал сын Владимир.

## Источник
- Стрешнев, Тихон Никитич // Русский биографический словарь : в 25 томах. — СПб.—М., 1896—1918.